# Bonjour, elefant!

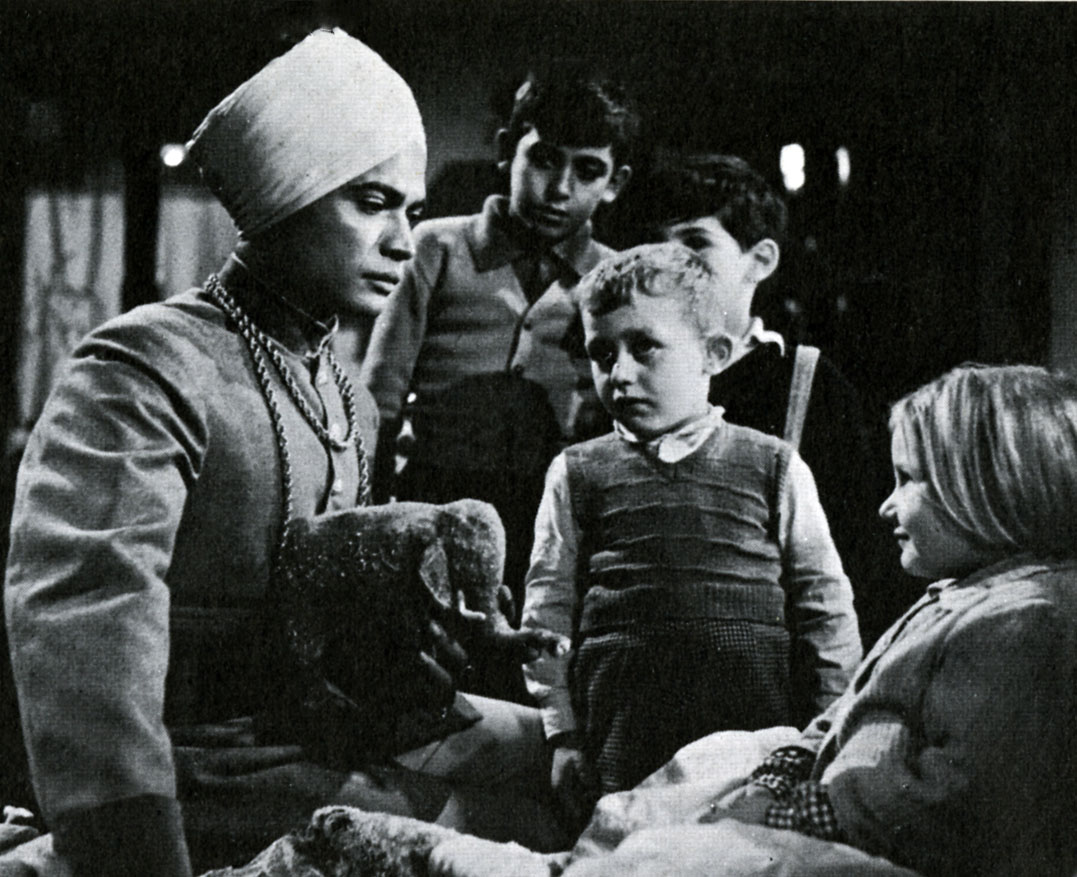
Sabu într-o scenă din film

Bonjour, elefant! (titlul original: în italiană Buongiorno, elefante!) este un film de comedie italian, realizat în 1952 de regizorul Giani Franciolini, protagoniști fiind actorii Vittorio De Sica, María Mercader, Sabu și Gisella Sofio.

## Rezumat
Carlo Caretti este un profesor cu multe probleme economice, care încearcă să-și întrețină familia. Întotdeauna visează că Parlamentul va ridica salariile profesorilor, astfel încât viața lui să devină mai ușoară. După ce a ajutat un prinț indian care vizitează Italia, Carlo primește cadou un pui de elefant...

## Distribuție
- Vittorio De Sica – profesorul Carlo Caretti
- María Mercader – Maria Caretti
- Nando Bruno – domnul Venturi, proprietarul
- Sabu – sultanul din Nagor
- Gisella Sofio – fosta logodnică a profesorului
- Michele Sakara – Giovannino
- Ciro Berardi – hamalul
- Giuseppe Chinnici –
- Antonio Nicotra – portarul
- Piero Mastrocinque –
- Pasquale De Filippo –
- Teresa Fimiani –
- Fausto Guerzoni – chiriașul
- Sofi Fort – Maura Caretti
- Stefano Carnetta – un fiu al lui Caretti
- Giampiero Donini –  un fiu al lui Caretti
- Giuseppe Mendola –  un fiu al lui Caretti
- Virgilio Antico –
- Gino Cervi – naratorul